# Кірна (Тюрі)
Кі́рна (ест. Kirna küla) — село в Естонії, у волості Тюрі повіту Ярвамаа.

## Населення
Чисельність населення на 31 грудня 2011 року становила 144 особи.

## Географія
Через населений пункт проходить автошлях 5 (Пярну — Раквере — Симеру).